# Norraca
Norraca is een geslacht van vlinders van de familie tandvlinders (Notodontidae).

## Soorten
- N. bilineata Kiriakoff, 1962
- N. celebica Kiriakoff, 1970
- N. decurrens Moore, 1879
- N. lativitta Walker, 1862
- N. longipennis Moore, 1881
- N. margarethae Kiriakoff, 1959
- N. odrana Schaus, 1928
- N. postfusca Kiriakoff, 1962
- N. retrofusca Joannis, 1894
- N. sabulosa Kiriakoff, 1962
- N. ubalvia Schaus, 1928